# Ventrifossa nigrodorsalis
Ventrifossa nigrodorsalis és una espècie de peix de la família dels macrúrids i de l'ordre dels gadiformes.

## Morfologia
- Els mascles poden assolir 34 cm de llargària total.[4][5]

## Hàbitat
És un peix d'aigües profundes que viu entre 270-700 m de fondària.

## Distribució geogràfica
Es troba al sud del Japó, Taiwan, les Filipines i zones d'Indonèsia (Borneo).